# Vilcey-sur-Trey
Vilcey-sur-Trey è un comune francese di 158 abitanti situato nel dipartimento della Meurthe e Mosella nella regione del Grand Est.

## Edifici religiosi
- Abbazia di Sainte-Marie-au-Bois

## Società

### Evoluzione demografica
Abitanti censiti